# Comunità montana Alta e Media Valle del Reno
La Comunità montana Alta e Media Valle del Reno  si trovava in provincia di Bologna e comprendeva i comuni il cui territorio si estende all'interno del bacino imbrifero del medio e alto corso del fiume Reno. È stata sciolta nel 2013. È stata sostituita dall'Unione dei comuni dell'Appennino Bolognese.

## Comuni e confini
Era costituita dai comuni di:
- Alto Reno Terme
- Camugnano
- Castel d'Aiano
- Castel di Casio
- Gaggio Montano
- Grizzana Morandi
- Lizzano in Belvedere
- Marzabotto
- Vergato
- Monzuno
- San Benedetto Val di Sambro
- Castiglione dei Pepoli

I comuni di Monzuno, San Benedetto Val di Sambro e Castiglione dei Pepoli si sono aggregati alla Comunità nel 2009, quando la Regione Emilia-Romagna ha sciolto la Comunità montana Cinque Valli Bolognesi cui essi appartenevano.
La Comunità confinava a sud con le province di Prato e Pistoia; a ovest con la Comunità montana del Frignano, la Comunità montana dell'Appennino Modena Est e con la Comunità montana Valle del Samoggia; ad est con l'Unione Montana Valli Savena-Idice.
Al suo interno il territorio era suddiviso fra Alto Reno e Basso Reno.